# Re 4/4 III
Les Re 4/4III sont des locomotives électriques des chemins de fer fédéraux suisses entrées en service en 1971. C'est une série dérivée de la très répandue Re 4/4II.

## Historique
En 1964, les CFF mirent en service six prototypes de leur nouvelle locomotive Re 4/4II. Le chemin de fer du Sud-Est Suisse (Südostbahn) profita de la seconde commande des CFF pour acquérir un exemplaire avec un rapport d'engrenage différent, permettant ainsi une meilleure démultiplication pour les rampes raides de leur réseau (50 ‰ entre Wädenswil et Einsiedeln).
La locomotive donna entière satisfaction, et le bas plafond de vitesse ne fut pas un handicap pour les lignes SOB dont la vitesse maximale ne dépasse pas les 125 km/h. Les CFF s'intéressèrent à une telle modification pour la traction des trains de voyageurs et de marchandises sur la difficile ligne du Gothard, sur laquelle la déclivité des rampes atteint 28 mm par mètre. Sur cette ligne, telle celles du SOB, la vitesse maximale autorisée n'excède pas les 125 km/h.
20 locomotives Re 4/4III furent ajoutées à la cinquième commande (1970) et livrées l'année suivante sous les numéros 11351 à 11370. Avec le passage à la nouvelle numérotation UIC appliquée en Suisse, elles ont pris la désignation de Re 430 351 à 430 370.
Dès leur livraison, les Re 4/4III arborèrent la traditionnelle livrée verte des CFF. Par la suite, les CFF décidèrent d'adopter le rouge comme couleur uniforme de leurs locomotives. Petit à petit au fil des révisions générales, la série se mua donc en rouge. La 11364 a gardé sa livrée verte jusqu'à sa démolition en juillet 2021, la 11356 arbore quant à elle la livrée CFF Cargo.
Ces machines avaient initialement, à l'instar des Re 4/4II et des Re 6/6, des phares ronds. Actuellement, toutes sont équipées de projecteurs halogènes de forme rectangulaire.

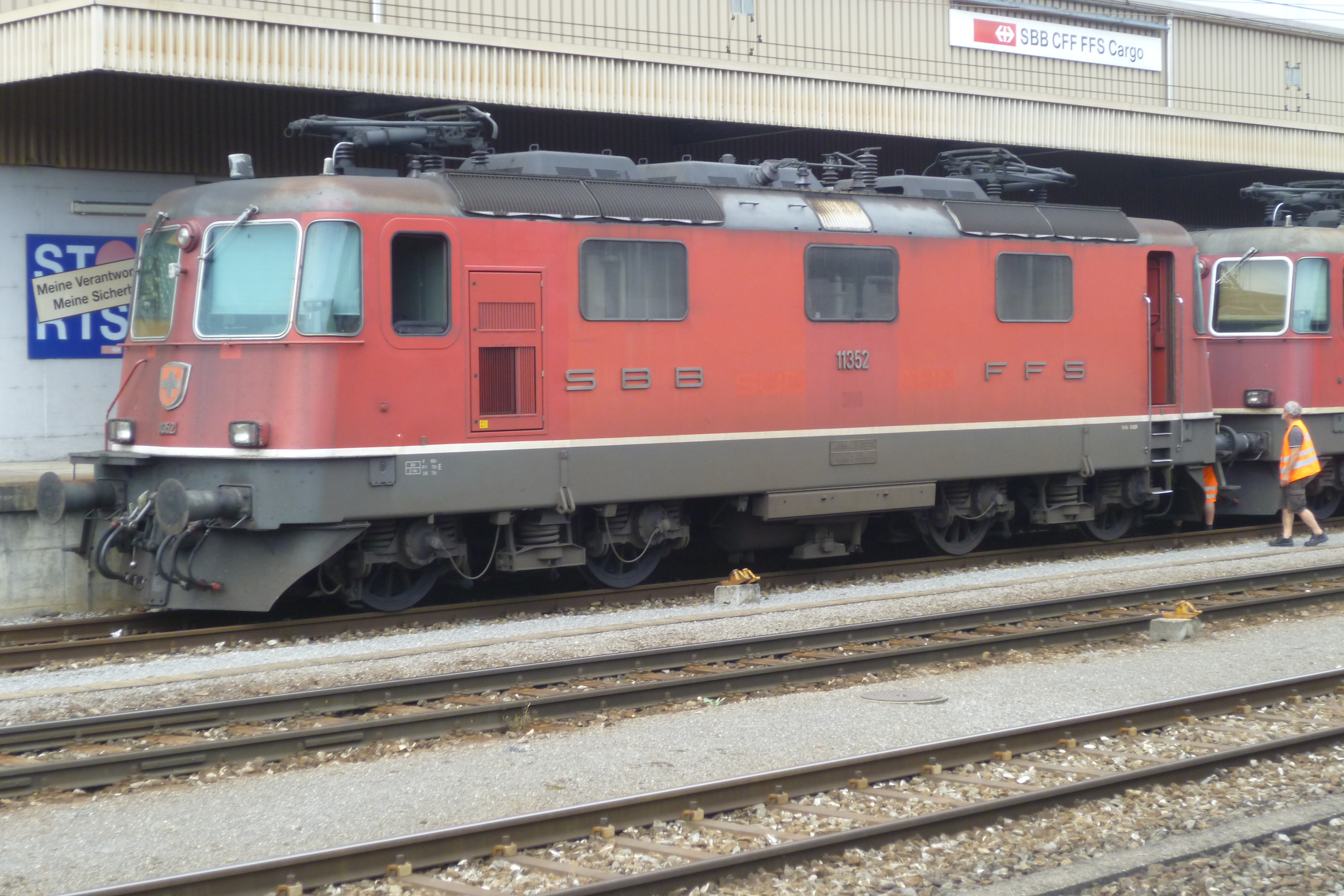
Re 4/4 III 11352.
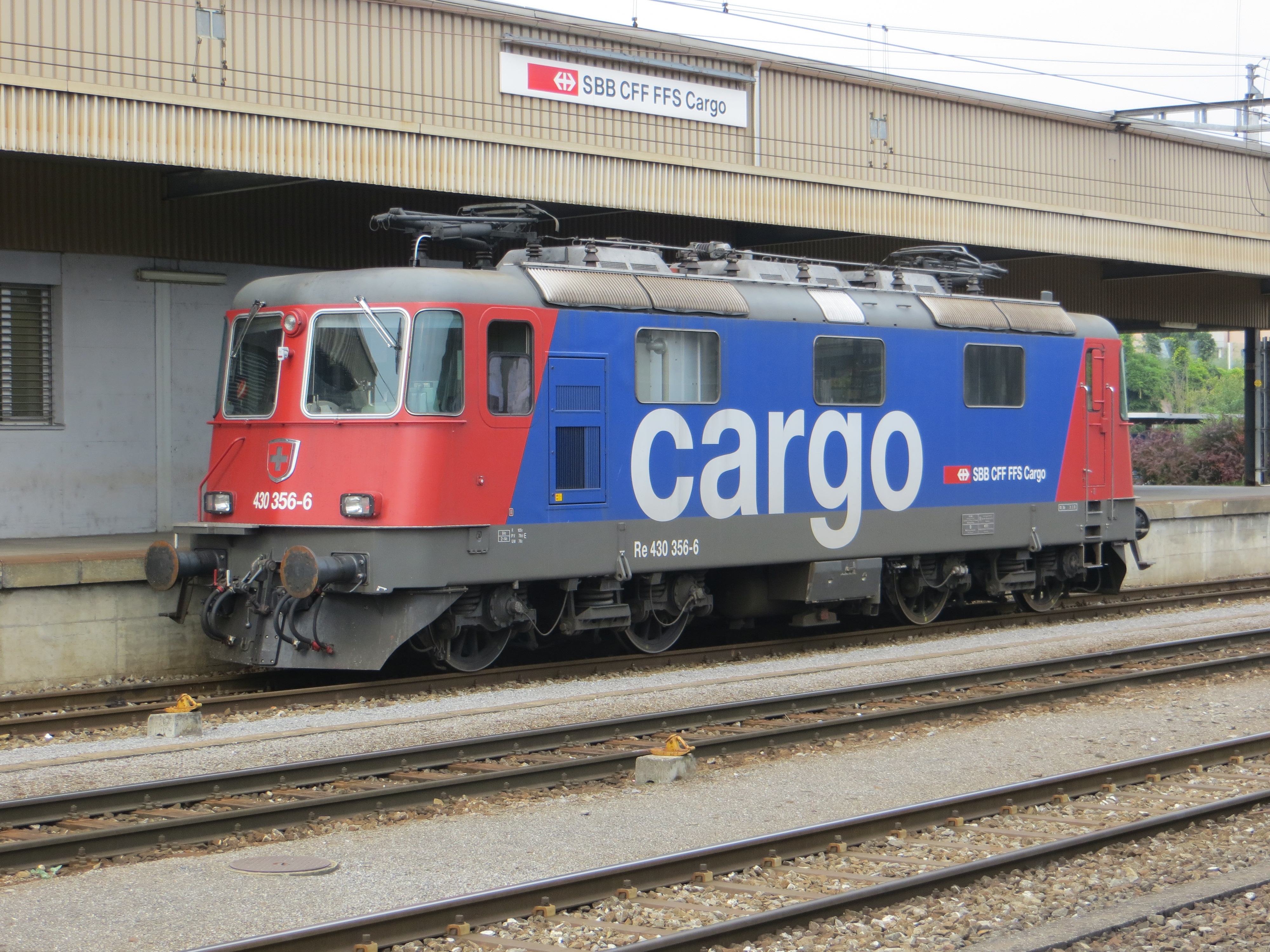
Re 430 356-6.
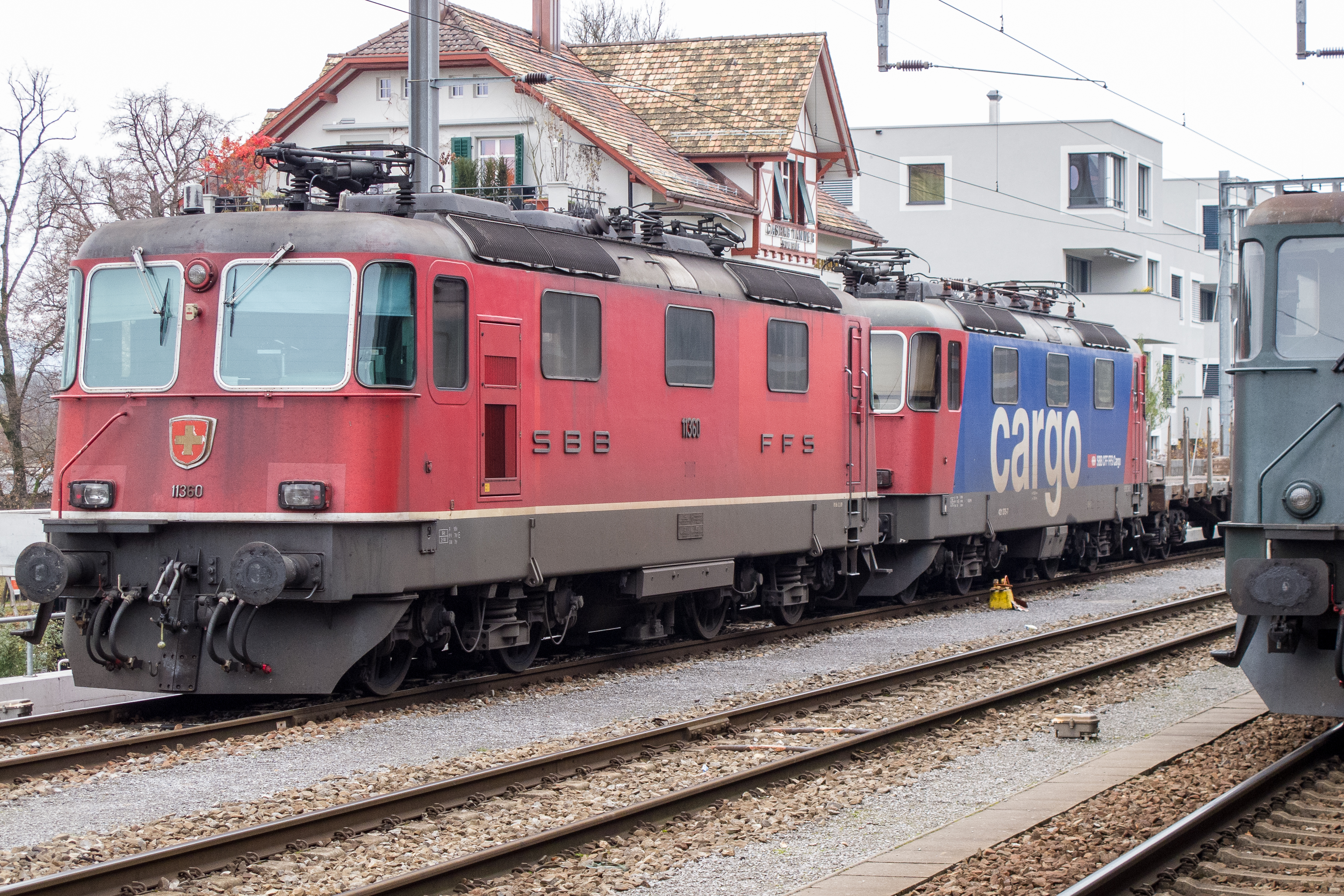
Re 4/4 III no 11360
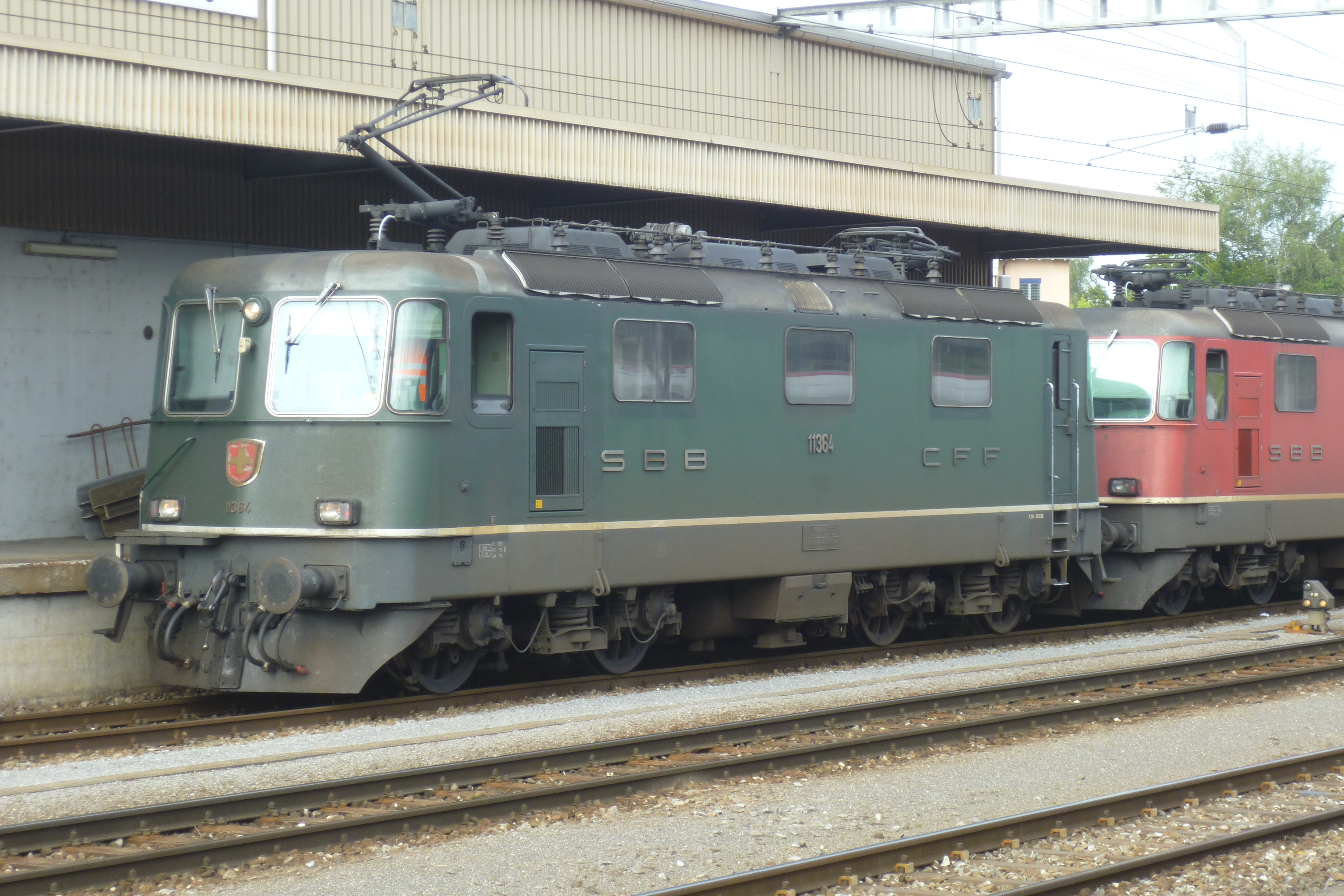
Re 4/4 III 11364.

### Passage auSOB

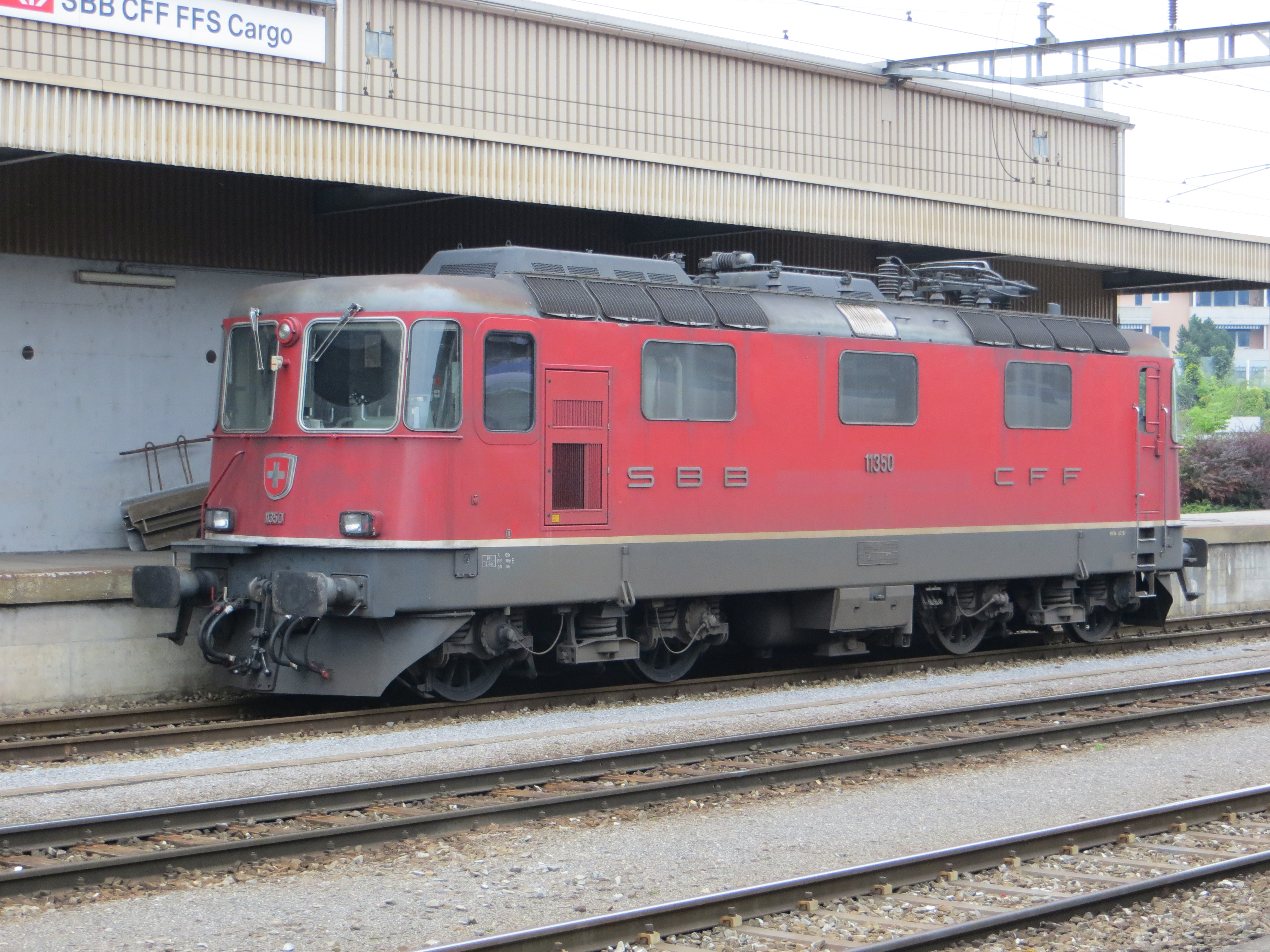
Re 4/4 III 11350

La Re 4/4III N° 41 du SOB, au rapport d’engrenages modifié, a servi de prototype pour les Re 4/4III. Au cours d’essais effectués sur la ligne du Gothard en automne 1967, elle a pu tracter un convoi de 709 t sur une rampe de 25 pour mille et dans une courbe de 250 m de rayon, sans patinage. Les n° 41 à 44 furent peintes en vert olive foncé, comme celles des CFF, leurs parois frontales portaient cependant des écussons cantonaux au lieu de la croix suisse.
Entre 1983 et 1985, les trois premiers exemplaires de la série (n° 11351 à 11353) furent vendus au SOB, où elles reçurent les numéros 44 (ex-11351), 42 (ex-11352) et 43 (ex-11353).
En 1982 les CFF acquirent quatre prototypes de ce qui devait être le successeur de la Re 4/4II : la Re 4/4IV. Mais ces nouveaux modèles ne donnèrent pas entière satisfaction et la série en resta au stade de prototype. L'entretien de cette petite série coûtait cher aux CFF, qui proposèrent au SOB d'échanger ces quatre locomotives modernes contre leurs quatre Re 4/4III, celle d'origine plus les trois rachetées en 1983-85. L'accord fut trouvé et, entre 1994 et 1996, les no 11351 à 11353 retrouvèrent leur numéros d'origine. La SOB n° 41 compléta l'échange et reçut le numéro 11350 (non attribué à une Re 4/4II dont la numérotation de la 5e série s'arrêtait à 11349). Elle se distingue cependant du reste de la série par la présence d'un unique pantographe et d'une longueur hors tampons inférieure de 510 mm. Ces différences s'expliquent par le fait que cette Re 4/4III découle de la première série des Re 4/4II, alors que les autres découlent de la seconde série. À noter que ces quatre locomotives se distinguent des autres exemplaires de la série par leurs tampons rectangulaires.
En décembre 2021, la Re 430 350-9 a été vendue à la compagnie Oensingen-Balsthal-Bahn (OeBB).

### Technique
Le Re 4/4III découle directement de sa grande sœur la Re 4/4II. Elle partage avec cette dernière la très grande majorité de ses composants, ainsi que son esthétique. Elle ne se distingue extérieurement que par son numéro.
La différence notable se trouve dans la chaine de traction : elle possède des engrenages de traction différents (démultiplication de 1:3,107 contre 1:2,636 pour la Re 4/4II), permettant ainsi un meilleur effort de traction sur les rampes raides du Gothard (28 ‰), au détriment de la vitesse maximale réduite à 125 km/h contre 140 pour la Re 4/4II. Elles peuvent ainsi tracter des trains de 580 tonnes au lieu des 460 tonnes des Re 4/4II.
La no 11350 mesure 14,90 m de longueur alors que les nos 11351 à 11370 ainsi que les Re 436 (voir ci-dessous) mesurent 15,41 m.

### Re 436 du groupeEBT-SMB-VHB
À l'instar du SOB, le chemin de fer EBT (Emmental-Burgdorf-Thun) passa commande de deux exemplaires de Re 4/4II modifiées en Re 4/4III. Réceptionnées en 1969, elles furent numérotées 111 et 112. La série fut complétée en 1983 par trois engins, attribués aux trois compagnies composant le groupe, et numérotées comme suit : 113 pour l'EBT, 141 pour les VHB (Vereinigten Huttwil-Bahnen, Chemins de fer réunis d'Huttwil), et 181 pour le SMB  (Solothurn-Münster-Bahn). La série se distingue par des phares plus grands et par les écussons frontaux.
En 1997, les trois compagnies fusionnèrent pour devenir le RM (Regionalverkehr Mittelland, Transports régionaux du Mittelland) et la série prit la dénomination UIC Re 436 111 à 436 115. En 2004, les 5 machines furent placées dans la filiale marchandises de RM Crossrail, puis vendues avec l'entreprise renommée Crossrail AG au moment de l'intégration de RM au groupe BLS.
En 2017, à la suite de l'arrêt des activités de Crossrail en Suisse la compagnie Widmer Rail Services (de) racheta les locomotives, à l'exception de la Re 436 113, accidentée depuis 2013 et démolie en septembre 2017. Elles arborent depuis une livrée bleue avec le logo WRS et une nouvelle désignation "4430" au lieu de 436 (voir dernière image).

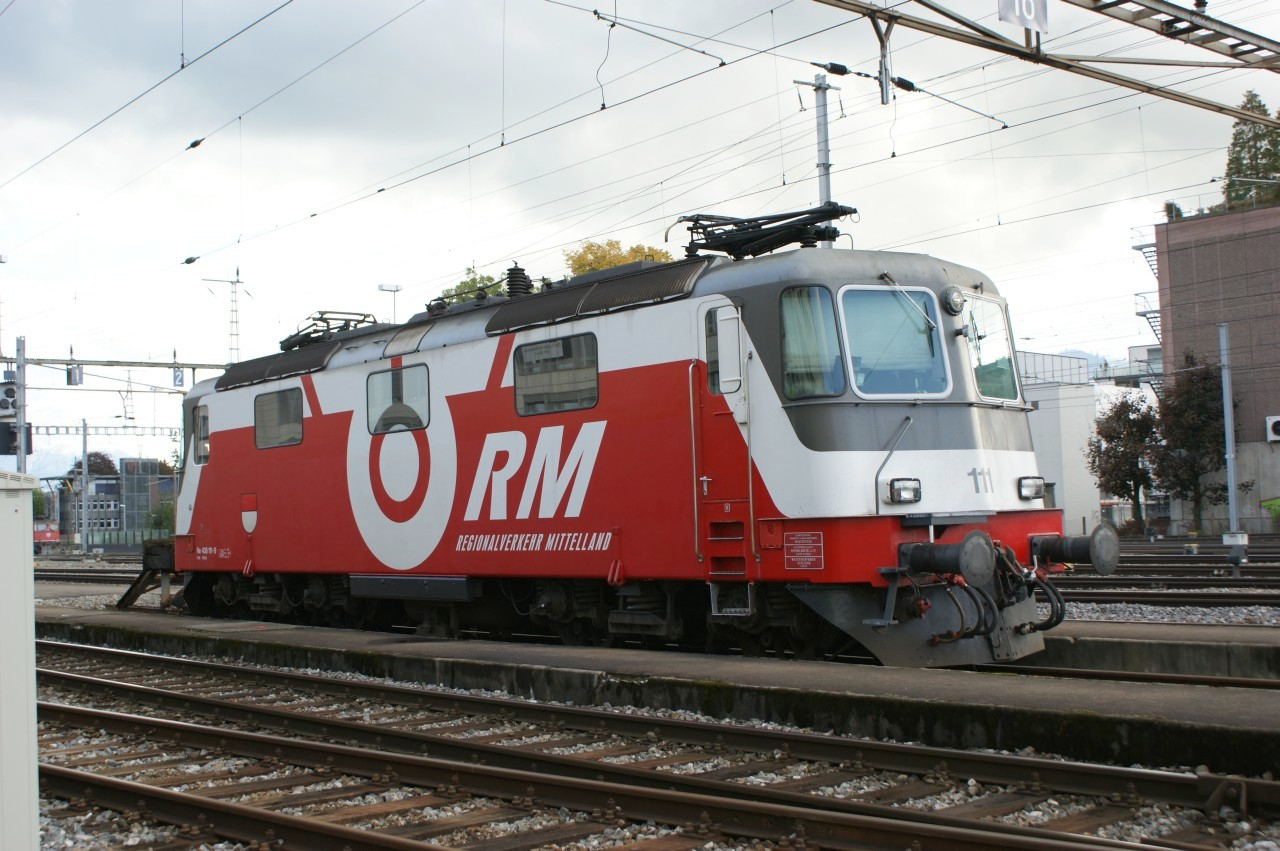
Re 436 111-9 du RM
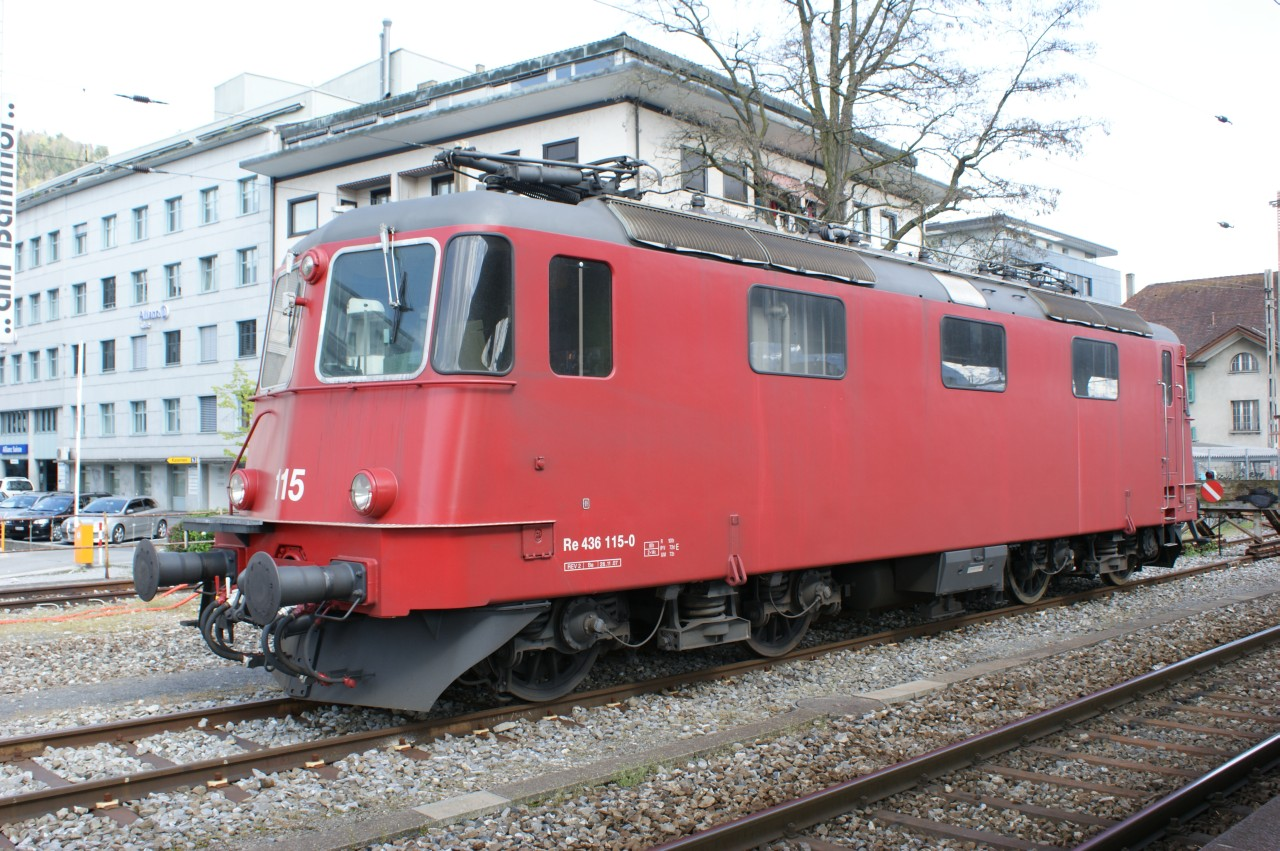
Re 436 115
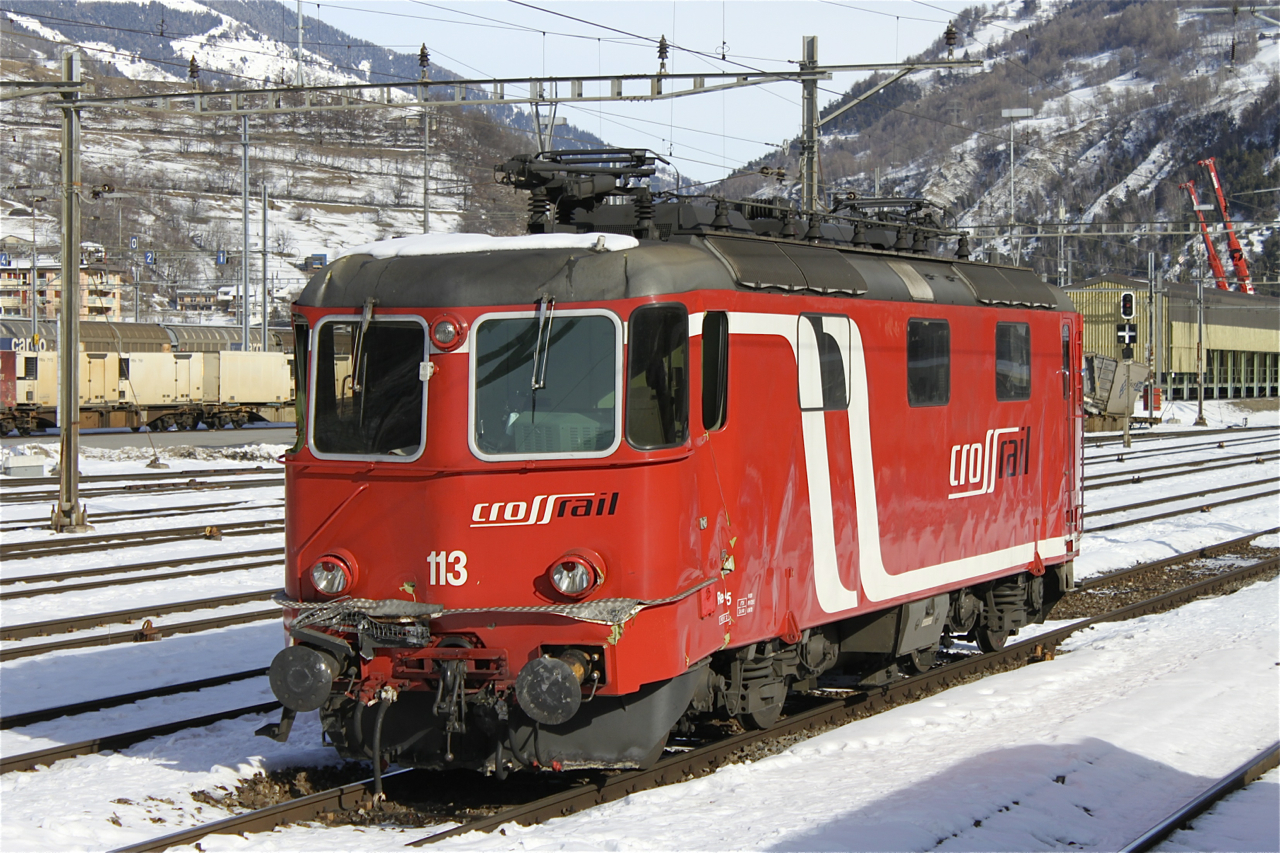
Re 436 113-5 accidentée à Brig
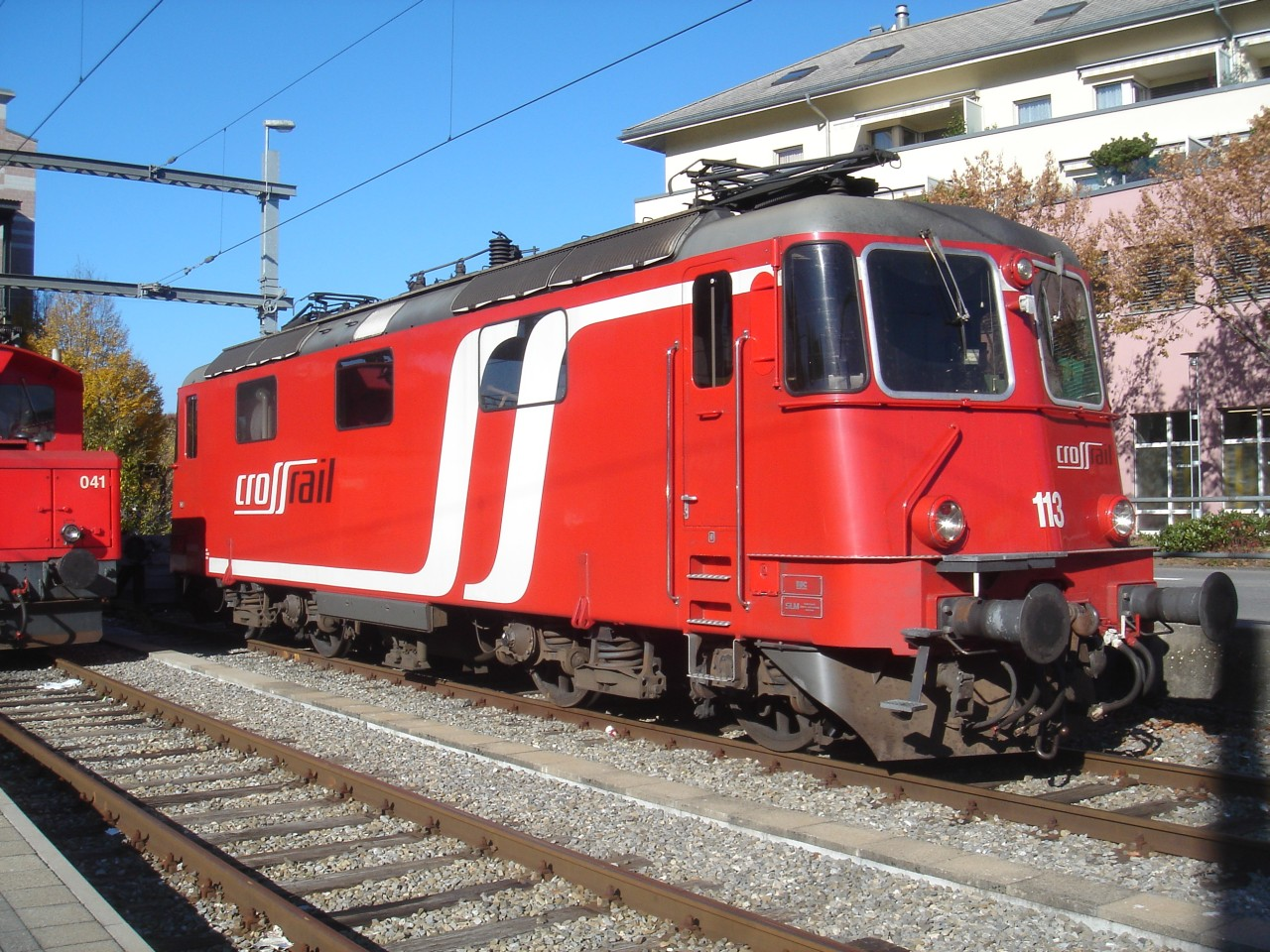
Re 436 aux couleurs de Crossrail AG
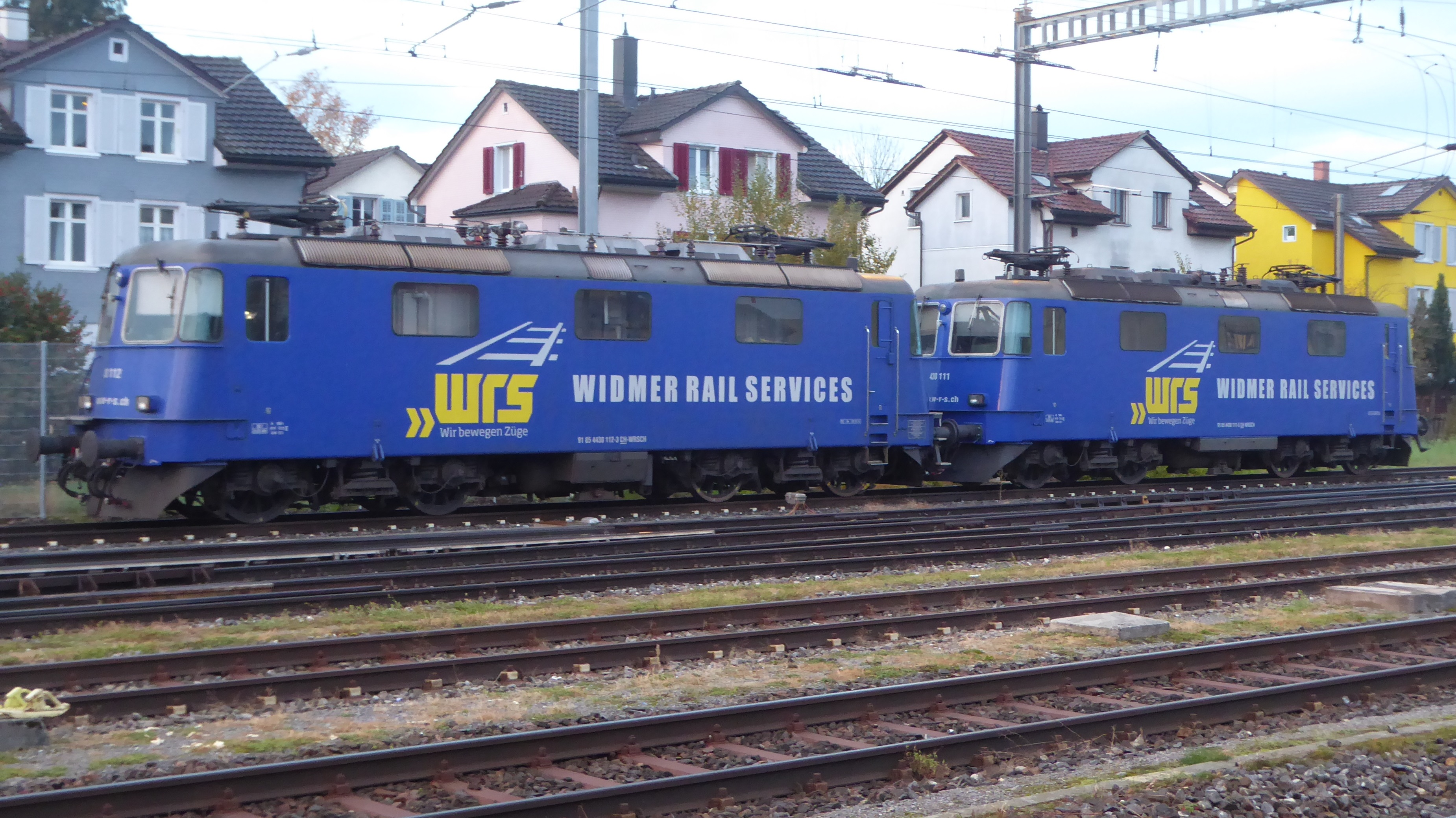
Deux Re 430 dans leur livrée bleue chez WRS

## Accidents et retrait
- Le 28 janvier 2010, deux trains de marchandises du BLS et de Crossrail entrèrent en collision à Brigue. Le convoi du BLS était tracté par la Re 485 002, celui de Crossrail par la Re 436 113 et la 185 596. La Re 436 113 fut prise en étau entre les deux locomotives Bombardier TRAXX et subit de graves dommages aux deux cabines de conduite[3]. Transférée aux ateliers CFF de Bellinzona en février 2010, où elle demeura jusqu'en 2017, elle fut finalement ferraillée à Lugano en octobre de la même année[4].
- Le 27 février 2013, la Re 430 365 subit une grave collision avec la DB 185 105 sur le pont du Rhin à Bâle[5]. Réformée en octobre 2013, elle fut ferraillée en juin 2014 à Kaiseraugst.
- Après avoir été endommagée lors d'un choc à Langenthal en décembre 2018, la Re 430 360 fut ferraillée à Lugano en juin 2019[6].

Leur retrait du service commença en 2019 chez les CFF et s'acheva en avril 2023 par la démolition des Re 430 356 et Re 430 370,.

## Modélisme ferroviaire

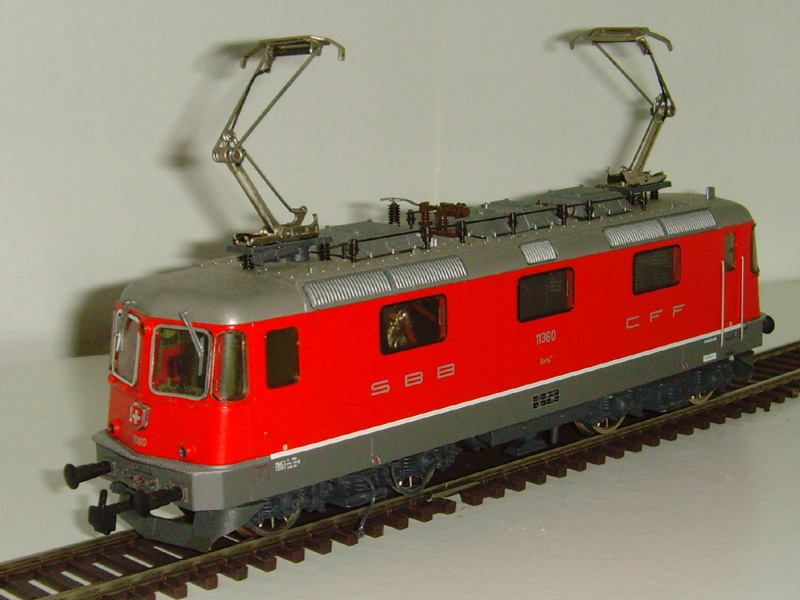
Re 4/4III HAG, à l'échelle HO.

Les caisses des Re 4/4III étant identiques à celles des Re 4/4II, le moule est donc réutilisé par les fabricants de modèles réduits ferroviaires qui avaient réalisé le modèle de la Re 4/4II.

### Échelle HO(1/87e)
- CFF :
  - Roco (n° 11350)
  - HAG (n° 11351 à 11370)
- SOB 1re série (n° 41) :
  - Lima
  - HAG
- SOB 2e série (n° 42 à 44):
  - Fleischmann
  - HAG
- EBT-SMB-VHB, RM, Crossrail
  - HAG
  - Fleischmann (seul Crossrail)

### Échelle N(1/160e)
- SOB 2e série (n° 42 à 44):
  - Fleischmann N